# Sindrome di Fröhlich
La sindrome di Froelich o distrofia adiposo-genitale è una condizione che può essere causata da ipogonadismo terziario proveniente da livelli diminuiti di GnRH. Bassi livelli di GnRH sono stati associati a difetti dei centri nutrizionali dell'ipotalamo, e comportano un aumento del consumo di cibo e dell'apporto calorico.
La patologia è caratterizzata da:
- Obesità
- Ritardo della crescita e dello sviluppo sessuale, atrofia o ipoplasia delle gonadi e alterazione dei caratteri sessuali secondari,
- Emicrania
- Problemi della vista
- Poliuria, polidipsia.

Si trova solitamente associata a tumori dell'ipotalamo che causano aumentato appetito e deprimono la secrezione di gonadotropina. Sembra che sia maggiormente una patologia che colpisce il sesso maschile.
Molti bambini in sovrappeso possono sembrare affetti dalla patologia a causa del concorso di obesità e sviluppo sessuale ritardato; questi bambini non hanno disturbi endocrini, tuttavia, e maturano normalmente dopo un ritardo della pubertà.
Tra gli adolescenti affetti da questa sindrome vi è una prevalenza di epifisiolisi maggiore rispetto a quella riscontrata nella popolazione generale; per epifisiolisi si intende lo scivolamento dell'epifisi prossimale del femore in basso ed indietro con conseguente coxa vara e possibile artrosi precoce.

## Sinonimi
La patologia ha diversi altri nomi:
- Sindrome di Babinski-Fröhlich[2] (che prende il nome da Joseph Babinski[3] e Alfred Fröhlich,[4] ma probabilmente descritta in precedenza da Morgagni). Gli fu dato questo nome da Harvey Williams Cushing.[5]
- Sindrome di Frölich
- Obesità infantile ipotalamica
- Sindrome di Launois-Cleret
- Infantilismo sessuale